# Ирибэ, Сётаро
Сётаро Ирибэ (яп. 入部正太朗; род. 1 августа 1989 в Наре, Японии) — японский профессиональный шоссейный велогонщик, выступающий за континентальную команду «Shimano Racing».

## Достижения
2014
3-й Тур Окинавы
2015
2-й Тур Окинавы
8-й Тур Хоккайдо
2016
9-й Тур Кумано
10-й Тур Окинавы
2017
1-й Этап 1 Тур Кумано
7-й Тур Таиланда